# مؤمل بن الفضل
مؤمل بن الفضل بن مجاهد بن عمير،أبو سعيد الجزري, الحراني، من رواة الحديث وهو ثقة،مات سنة تسع وعشرين ومائتين.

## روايته للحديث النبوي
- روى عن: بشر بن السري، وبقية بن الوليد، وزيد بن الحباب، وعتاب بن بشير الجزري، وعيسى بن يونس ، ومحمد بن حرب الخولاني الأبرش، ومحمد بن سلمة الحراني، ومحمد بن شعيب بن شابور ، ومروان بن معاوية الفزاري، ومسكين بن بكير الحراني، والوليد بن مسلم ، وأبي إسحاق السنجاري.
- روى عنه: أبو داود، وإبراهيم بن عبد الله بن الجنيد الختلي، وإبراهيم بن محمد الصفار الرقي، وأحمد بن سليمان الرهاوي ، وأبو جعفر أحمد بن علي العكبري، وأحمد بن مهدي بن رستم الأصبهاني، وأبو حمزة إدريس بن يونس بن يناق الحراني الفراء، وأبو داود سليمان بن سيف الحراني، وسليمان بن عمر بن جناح الرهاوي، وأبو شعيب عبد الله بن الحسن بن أحمد بن أبي شعيب الحراني، وعثمان بن خرزاذ الأنطاكي، وعثمان بن سعيد الدارمي، وعمرو بن يحيى بن الحارث الحمصي، وأبو حاتم محمد بن إدريس الرازي، ومحمد بن حيويه الإسفراييني، ومحمد بن يحيى بن عبد الله الذهلي، ومحمد بن يحيى بن كثير الحراني، ويحيى بن يحيى النيسابوري وهو أكبر منه، وأبو إبراهيم الزهري.[3][4]

## الجرح والتعديل
أقوال العلماء فيه
- أبو جعفر العقيلي : أورد له حديثا، وقال: لا يتابع على حديثه بهذا الإسناد.
- أبو جعفر النفيلي : أمر بالكتابة عنه.
- أبو حاتم الرازي : ثقة.
- أبو حاتم بن حبان البستي : ذكره في الثقات.
- أحمد بن حنبل : زعموا أنه لا بأس به.
- ابن حجر العسقلاني : صدوق.
- الذهبي : ثقة.
- مصنفوا تحرير تقريب التهذيب : ثقة، فقد روى عنه جمع من الثقات الرفعاء، منهم أبو داود - وهو لا يروي إلا عن ثقة - وأبو حاتم، وذكره ابن حبان في الثقات، وذكر له العقيلي حديثا واحدا لم يتابع على إسناده، فكان ماذا؟.